# 30e cérémonie des Casting Society of America Awards
La 30e cérémonie des Casting Society of America Awards (CSA Awards) ou Artios Awards, décernés par la Casting Society of America, ont eu lieu le 22 janvier 2015  simultanément à New York et à Los Angeles et récompensa les meilleurs castings de cinéma, de série télévisée et de pièce de théâtre.

## Palmarès

### Cinéma

#### Meilleur casting pour un film dramatique à gros budget
- 12 Years a Slave – Francine Maisler, Meagan Lewis et Melissa Kostenbauder

#### Meilleur casting pour un film de comédie à gros budget
- Le Loup de Wall Street (The Wolf of Wall Street) – Ellen Lewis

#### Meilleur casting pour un film d'animation
- La Reine des neiges (Frozen) – Jamie Sparer Roberts
  - Les Nouveaux Héros (Big Hero 6) – Jamie Sparer Roberts

#### Meilleur casting pour un film dramatique de studio ou indépendant
- Dallas Buyers Club – Kerry Barden, Paul Schnee, Rich Delia, Tracy Kilpatrick et Allison Estrin

#### Meilleur casting pour un fim comique de studio ou indépendant
- The Grand Budapest Hotel – Douglas Aibel, Jina Jay et Henry Russell Bergstein

#### Meilleur casting pour un film comique à petit budget
- Boyhood – Beth Sepko

### Télévision
- Série dramatique de journée :
- Pilote de série dramatique :
- Pilote de série comique :
- Série télévisée dramatique :
- Série télévisée comique :
- Téléfilm ou mini-série :
- Série pour enfants :
- Série d'animation :

### Théâtre
- Pièce dramatique à Broadway, New York :
- Pièce comique à Broadway, New York :
- Pièce musicale à Broadway, New York :
- Pièce musicale ou comique à New York :
- Pièce dramatique à New York :
- Performance théâtrale spéciale dans l'Est :
- Théâtre régional dans l'Est :
- Théâtre régional dans l'Ouest :
- Théâtre à Los Angeles Theatre :

### Artios Awards d'honneur
- Career Achievement Award :
- Hoyt Bowers Award :
- The New York Apple Award :